# میاناگولا
میاناگولا (به لاتین: Miyanagolla) یک منطقهٔ مسکونی در سری‌لانکا است که در استان مرکزی (سری‌لانکا) واقع شده‌است.